# Bố ơi! Mình đi đâu thế? (chương trình truyền hình Việt Nam)
Bố ơi! Mình đi đâu thế? là một chương trình truyền hình thực tế do Trung tâm Phim truyền hình Việt Nam và (ban văn hóa,giải trí  VTV3 sản xuất mùa 5), dựa trên chương trình truyền hình thực tế của Hàn Quốc Dad! Where Are We Going?. Tập đầu tiên của chương trình được phát sóng vào ngày 1 tháng 11 năm 2014 và tập cuối cùng vào ngày 11 tháng 8 năm 2018 trên kênh VTV3. Trong chương trình, các ông bố là những nghệ sĩ hoạt động trong lĩnh vực giải trí sẽ cùng con cái của họ tận hưởng các chuyến du lịch đến nhiều địa điểm khác nhau mà không có sự xuất hiện của những người mẹ. Mỗi mùa phát sóng có sự tham gia của bốn cặp bố con cùng lúc.
Mùa 5 của chương trình lên sóng từ ngày 19 tháng 05 năm 2025. 

## Tổng quan các mùa

### Mùa thứ nhất
Mùa thứ nhất bắt đầu phát sóng từ ngày 1 tháng 11 năm 2014 và kết thúc vào ngày 6 tháng 6 năm 2015 (phát lại từ ngày 2 tháng 8 đến ngày 31 tháng 8 năm 2021), với bốn cặp bố con tham gia. 
| Bố         | Nghề nghiệp    | Con                       |
| ---------- | -------------- | ------------------------- |
| Trần Lực   | Đạo diễn       | Bờm (Trần Tú)             |
| Minh Khang | Nhạc sĩ        | Suti (Lê Gia An)          |
| Hoàng Bách | Ca sĩ, nhạc sĩ | Tê Giác (Trần Hoàng Minh) |
| Phan Anh   | MC             | Bo (Hoàng Dương Bảo Anh)  |

### Mùa thứ hai
Mùa thứ hai được phát sóng từ ngày 13 tháng 6 năm 2015 đến ngày 23 tháng 4 năm 2016, với tất cả sáu cặp bố con tham gia. Các cặp bố con Hùng Thuận và Anh Tuấn chỉ xuất hiện trong ba tập đầu tiên. Kể từ tập 4, cặp bố con Minh Khang trở lại chương trình cùng sự xuất hiện lần đầu tiên của Xuân Bắc.
Ở tập 27 có sự trở lại của hai cặp bố con từ mùa 1 là Trần Lực - Bờm và Phan Anh - Bo.
| Bố                     | Nghề nghiệp          | Con                                   |
| ---------------------- | -------------------- | ------------------------------------- |
| Hùng Thuận             | Diễn viên            | Kim Bảo (3 tập đầu)                   |
| Đỗ Minh                | Doanh nhân           | Tốt Ti (Đỗ Gia Thành)                 |
| Mạnh Trường            | Diễn viên, người mẫu | Chíp (Nguyễn Phương Linh)             |
| Anh Tuấn MTV           | Ca sĩ                | Hà My (3 tập đầu)                     |
| Nghệ sĩ Ưu tú Xuân Bắc | Diễn viên hài        | Bi (Nguyễn Nhật Võ Nguyên) (từ tập 4) |
| Minh Khang             | Nhạc sĩ              | Suti (Lê Gia An - trở lại) (từ tập 4) |

### Mùa thứ ba
Mùa thứ ba được phát sóng từ ngày 7 tháng 5 năm 2016 đến ngày 7 tháng 1 năm 2017, với bốn cặp bố con tham gia.
| Bố            | Nghề nghiệp | Con                   |
| ------------- | ----------- | --------------------- |
| Hồng Đăng     | Diễn viên   | Nhím (Bảo Hân)        |
| Phạm Anh Khoa | Ca sĩ       | Châu Chấu (Gia Khiêm) |
| Hải Anh       | Diễn viên   | Híp (Bảo Anh)         |
| Thành Được    | Diễn viên   | Bell (Linh Đan)       |

### Mùa thứ tư
Mùa thứ 4 được phát sóng từ ngày 19 tháng 8 năm 2017 đến ngày 11 tháng 8 năm 2018, với bốn cặp bố con tham gia.
| Bố               | Nghề nghiệp | Con                  |
| ---------------- | ----------- | -------------------- |
| Tiến Lộc         | Diễn viên   | Kitty (Minh Khánh)   |
| Hồng Phúc        | MC          | Chíp (Hồng Long)     |
| Yên Lam          | Nhạc sĩ     | Bào Ngư (Mỹ Tịnh)    |
| Nguyễn Hải Phong | Nhạc sĩ     | Xì Trum (Tường Minh) |

### Mùa thứ năm
Mùa thứ 5 được phát sóng từ ngày 19 tháng 5 năm 2025. Trong mùa này, sẽ có 3 cặp bố con cố định, và 1 cặp bố con khách mời thay đổi trong mỗi chặng hành trình (1 chặng tương ứng với 4 đến 5 tập phát sóng, trừ 2 tập vòng khởi động). Chặng hành trình cuối cùng có sự trở lại của tất cả các cặp bố con khách mời (ngoại trừ ca sĩ Phan Đinh Tùng).

#### Cặp bố con cố định
| Bố         | Nghề nghiệp     | Con                               |
| ---------- | --------------- | --------------------------------- |
| Duy Hưng   | Diễn viên       | Bean (Đức Anh)                    |
| Trung Ruồi | Diễn viên       | Dứa (Bảo An)                      |
| Neko Lê    | Đạo diễn/Rapper | Audi (Ngọc Kim) & Cati (Kim Ngân) |

#### Cặp bố con khách mời
| Bố                              | Nghề nghiệp | Con              | Chặng tham gia                                                          |
| ------------------------------- | ----------- | ---------------- | ----------------------------------------------------------------------- |
| Phan Đinh Tùng                  | Ca sĩ       | Noah (Trí Đức)   | 1 (Vân Đồn, Quảng Ninh) tập 1 - 4                                       |
| Trinh Vũ Thái Hòa (Thái Hòa 88) | Tiktoker    | Riêu (Minh Khôi) | 2 (Tràng An, Ninh Bình) tập 5 - 9 4 (Cam Ranh, Khánh Hòa) tập 15 - nay  |
| Hoàng Trung                     |             | Minhee           | 3 (Nghĩa Đàn, Nghệ An) tập 10 - 14 4 (Cam Ranh, Khánh Hòa) tập 15 - nay |

Chú thích: ca sĩ S.T Sơn Thạch xuất hiện với vai trò bố tập sự trong tập 4

## Ca khúc sử dụng trong chương trình
Tất cả các ca khúc được viết bởi Hoàng Bách.
| STT | Nhan đề                   | Thể hiện                | Thời lượng |
| --- | ------------------------- | ----------------------- | ---------- |
| 1.  | "Mình đi đâu thế, bố ơi?" | Các cặp bố con mùa 1    | 3:25       |
| 2.  | "Cho tôi trở về tuổi thơ" | Hoàng Bách - bé Tê Giác | 5:43       |

## Phát sóng
- Phát chính: 12h00 thứ 7 hàng tuần trên VTV3 (1/11/2014 – 11/8/2018); 21h00 thứ 2 hàng tuần trên VTV3 (19/5/2025 - nay)
- Phát lại: 20h00 thứ hai đến thứ sáu (2/8 - 31/8/2021) ; 18h10 thứ 7 & chủ nhật (10/9 - 2/10/2022); 17h30 trên VTV7 (một vài số trong năm đầu 2016)

## Tranh cãi

### Xúc phạm người tự kỷ
Trong tập phát sóng ngày 10 tháng 10 năm 2015 (tập 18), với trải nghiệm ở đảo Kim Cương, luật chơi của chương trình quy định: cặp bố con nào quay vào ô "Hố tự kỷ" ở vòng xoay kim cương sẽ phải xuống hố đó và đứng yên trong 5 phút. Việc này đã được cho là báng bổ, xúc phạm đến người tự kỷ và gây ra luồng ý kiến phản đối.
Theo một bài báo trên báo VTC News, trên trang Facebook của Mạng lưới Người tự kỷ Việt Nam, đại diện cơ quan này cho rằng chương trình đã làm ảnh hưởng tới sự phát triển và nhân cách của các trẻ em đang bị tự kỷ. Bài báo này trích dẫn ý kiến của bà Trần Hoa Mai - Phó chủ tịch Mạng lưới người tự kỷ Việt Nam: "Nội dung của chương trình "Bố ơi, mình đi đâu thế" đã vô tình tạo ra nhận thức sai về tự kỷ, cổ vũ cách dùng từ tự kỷ để chỉ trạng thái cô độc, lập dị, và cũng vô tình tạo ra định kiến không hay về khuyết tật tự kỷ.(...) Đồng thời, chúng tôi băn khoăn về giá trị giáo dục của chương trình, vì qua đây con trẻ không được giáo dục về ý thức cảm thông và chia sẻ vời người khuyết tật".
Còn theo báo Thể thao & Văn hóa, trong tập 18, có lúc cả người lớn và trẻ con cùng  hô "hố tự kỷ, hố tự kỷ" với mong muốn một gia đình nào đó quay trúng ô này. Vì chương trình vốn ban đầu thiết kế trò chơi như vậy, nên người chơi không thể không nhắc đến "hố tự kỷ". Vì thế mà cụm từ "tự kỷ" đã xuất hiện một cách dày đặc trong tập này.
Báo Đời sống thì trích ý kiến của các bố (người chơi chương trình) cho biết: "Họ bất ngờ trước thông tin trên và cho biết sự cố đó không thuộc thẩm quyền của người chơi." Báo này cũng dẫn ý kiến của Thạc sĩ Phan Hồ Điệp - giảng viên Khoa Giáo dục đặc biệt của Trường Đại học Sư phạm Hà Nội: "Theo tôi nghĩ, tự kỷ theo như suy nghĩ của người làm chương trình là hình thức làm một việc gì đó một mình, đơn độc. Tuy nhiên nó cũng trùng với việc chỉ tên một loại khuyết tật phát triển vì thế có thể gây hiểu nhầm, nhất là khi lại cho tự kỷ là một hình phạt. Mặc dù vậy, chương trình vẫn diễn ra rất vui, người xem cũng bị cuốn theo sự hồn nhiên của các bạn nhỏ nên cũng dễ tha thứ."

## Giải thưởng & đề cử
| Năm  | Giải thưởng  | Hạng mục                       | Đề cử                                  | Kết quả   |
| ---- | ------------ | ------------------------------ | -------------------------------------- | --------- |
| 2015 | Ấn tượng VTV | Chương trình giải trí Ấn tượng | Bố ơi! Mình đi đâu thế?                | Đoạt giải |
| 2015 | Ấn tượng VTV | Khách mời Ấn tượng             | Tê Giác (Hoàng Minh) và bố Hoàng Bách  | Đề cử     |
| 2015 | Ấn tượng VTV | Khách mời Ấn tượng             | Trần Bờm (Trần Tú) và bố NSƯT Trần Lực | Đề cử     |